# 吉恩·愛德華·史密斯
吉恩·爱德华·史密斯（英語：Jean Edward Smith，1932年10月13日—2019年9月1日），马歇尔大学政治学约翰·马歇尔教授，传记作家。在担任多伦多大学政治经济学教授35年之后，他还是多伦多大学的荣誉教授。史密斯还在愛許蘭大學的美国历史和政府計劃硕士部門擔任員工。
史密斯是2008年弗朗西斯·帕克曼奖（Francis Parkman Prize）和2002年普利策传记或自传奖（Pulitzer Prize for Autobiography）的最终得主，他被称为“当今美国历史上最杰出的传记作家。” 

## 教育和兵役
史密斯毕业于华盛顿特区的麦金利高中，1954年获得普林斯顿大学学士学位。在普林斯顿大学读书期间，史密斯师从法学教授兼政治学家威廉·m·比尼。1954年至1961年，他在军队服役，晋升为美国陆军(炮兵)上尉。史密斯曾在西柏林和德国达豪服役。1964年，他获得哥伦比亚大学公法与政府系博士学位。

## 职业
史密斯从1963年到1965年在达特茅斯学院担任政府助理教授，开始了他的教学生涯。1965年，他成为多伦多大学政治经济学教授，1999年退休。史密斯在多伦多大学任职期间和退休后还担任过几所大学的访问教授，包括柏林自由大学、乔治敦大学、弗吉尼亚大学伍德罗·威尔逊政府与外交事务部、加州大学圣地亚哥分校和西弗吉尼亚州亨廷顿的马歇尔大学。他于2019年9月1日死于帕金森病并发症，家人陪伴在他身边。